# Suomen Jääpalloliitto
Der Bandyverband Finnlands (finnisch: Suomen Jääpalloliitto, SJPL; schwedisch: Finlands Bandyförbund, FBYF) ist der nationale Bandyverband in Finnland. Er wurde 1972 gegründet und ist Mitglied im Bandy-Weltverband, der Federation of International Bandy (FIB).

## Geschichte
Der Bandyverband Finnlands wurde am 18. März 1972 gegründet. Zuvor war die Organisation des Bandys in Finnland Aufgabe des Fußballverbandes Suomen Palloliitto (SPL). Die SPL war 1955 Gründungsmitglied des Weltverbandes FIB.
Der Verband richtete die Weltmeisterschaften 1975, 1983, 1991 und 2001 (zusammen mit Schweden) aus. Zudem war Finnland vor der Gründung der SJPL auch Ausrichter der ersten Weltmeisterschaft im Jahr 1957 sowie der Weltmeisterschaft 1967. 2004 richtete Finnland auch die ersten Weltmeisterschaften der Damen aus.

## Nationalmannschaften
Die Finnische Bandynationalmannschaft der Herren platzierte sich bei Weltmeisterschaften bislang stets unter den ersten vier. Der einzige Weltmeistertitel konnte 2004 in Schweden errungen werden.
Die Finnische Bandynationalmannschaft der Damen gewann bei den seit 2004 ausgetragenen Weltmeisterschaften der Damen 2004, 2008 und 2012 die Bronzemedaille.

## Vorsitzende
- 1972–1978: Erik Berner
- 1978–1983: Pentti Seppälä
- 1983–1987: Mauno Gorsman
- 1987–1992: Carl Gerhard Fogelberg
- 1992–1996: Michael Sandbacka
- 1996–1998: Risto Suves
- 1998–2008: Juha Hilmola
- seit 2008: Topiantti Äikäs